# الحفيانة
الحفيانة قرية سوريّة تتبع إداريّاً لمحافظة حلب منطقة عين العرب ناحية مركز شيوخ تحتاني، بلغ تعداد سكانها 595 نسمة حسب التعداد السكاني لعام 2004.